# Socha svatého Václava (Hlinsko)
Barokní pískovcová socha svatého Václava z 18. století se nalézá spolu se sochou svatého Jana Nepomuckého u východní zdi kostelní lodi kostela Narození Panny Marie v městě Hlinsko v okrese Chrudim. Socha je od 3. června 2005 chráněna jako nemovitá kulturní památka ČR.

## Historie
Barokní pískovcová socha svatého Václava byla původně umístěna na mostku přes potok Drachtinka v Jungmannově ulici, který ještě na konci 19. století tvořil vstup do města Hlinsko od západu. Socha svatého Václava je v současné době umístěna u východní zdi kostela Narození Panny Marie v Hlinsku.

## Popis
Na pískovcovém základě stojí na nízkém hranolovém, nahoře profilováním okoseném podstavci užší pilíř, na jehož čelní straně je v mělké nice vytesán nápis: „SVATÝ VÁCLAVE ORODUJ ZA NÁS“. Pilíř je zakončen odstupňovanou profilovanou římsou se nahoru se zužující.
Na profilované římse pilíře stojí na nízkém podstavci socha stojícího svatého Václava oděného do rozevřeného pláště s knížecí čapkou se zlaceným křížkem na hlavě a hledícího vzhůru k nebesům. Pravou ruku má přitisknutou k hrudi, levou rukou se opírá o štít se svatováclavskou orlicí.

## Galerie

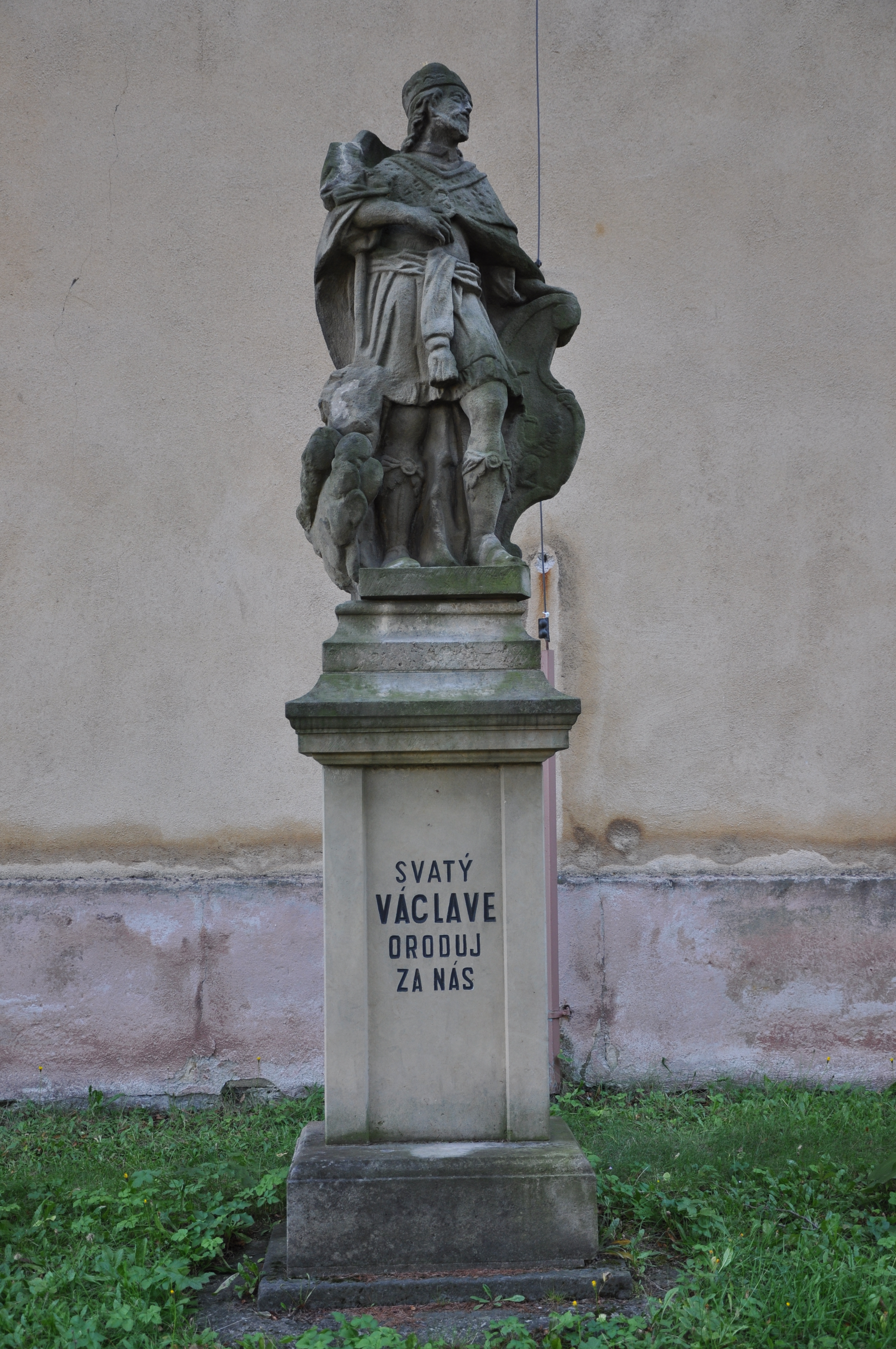
socha svatého Václava u kostela v Hlinsku
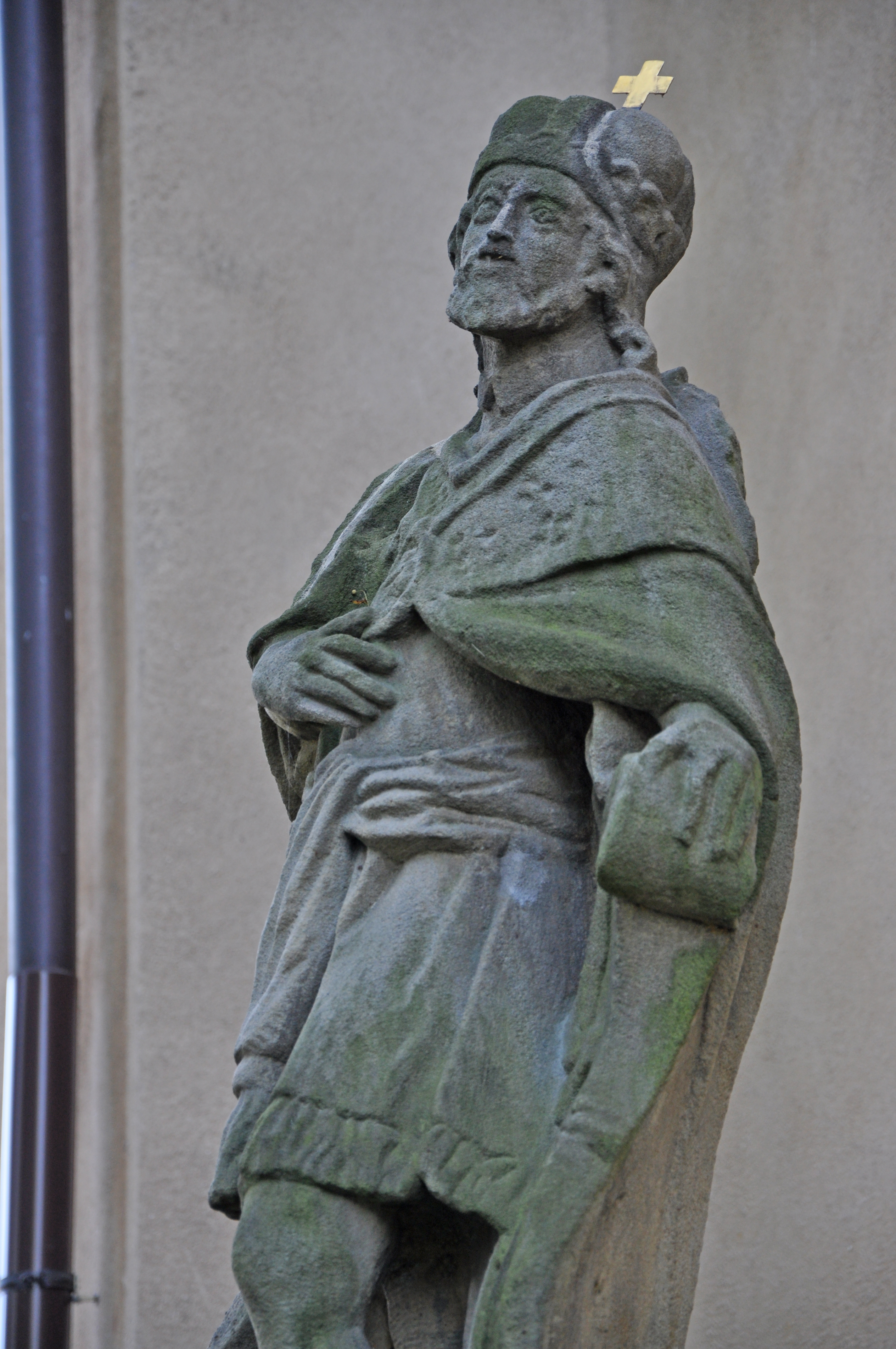
detaik sochy svatého Václava u kostela v Hlinsku